# Renan (calciatore 1990)
Renan Soares Reuter, noto anche solo come Renan (São João Batista, 12 dicembre 1990), è un ex calciatore brasiliano, di ruolo portiere.

## Palmarès

### Competizioni statali
- Campionato Catarinense: 1

Avaí: 2010

### Competizioni nazionali
- Campionato brasiliano: 1

Corinthians: 2011